# Бидербах
Бидербах (њем. Biederbach) општина је у њемачкој савезној држави Баден-Виртемберг. Једно је од 24 општинска средишта округа Емендинген. Према процјени из 2010. у општини је живјело 1.764 становника. Посједује регионалну шифру (AGS) 8316003.

## Географски и демографски подаци
Бидербах се налази у савезној држави Баден-Виртемберг у округу Емендинген. Општина се налази на надморској висини од 423 метра. Површина општине износи 31,4 km².

## Становништво
У самом мјесту је, према процјени из 2010. године, живјело 1.764 становника. Просјечна густина становништва износи 56 становника/km².

## Међународна сарадња
| Мјесто | Држава    | Врста сарадње | Од    |
| ------ | --------- | ------------- | ----- |
| Демре  | Турска    | партнерство   | 1995. |
|        | Француска | партнерство   | 1993. |
| Телфс  | Аустрија  | партнерство   | 1990. |
| Извор  |           |               |       |